# Palenque, patrimonio inmaterial de la Humanidad
Palenque, patrimonio inmaterial de la Humanidad es una película documental colombiana del año 2005.

## Sinopsis
Esta película muestra los aspectos culturales y mágicos de San Basilio de Palenque, comunidad afrocolombiana que la UNESCO declaró Patrimonio Inmaterial de la Humanidad en noviembre de 2005. Un vistazo a los elementos más predominantes de la cultura palenquera, como son: lengua propia, organización social en Kuagros, ritos fúnebres, música y medicina tradicional.